# Čitra
Čitra je komorní opera o jednom dějství českého skladatele Jiřího Bárty na námět stejnojmenného lyrického dramatu indického básníka Rabíndranátha Thákura v překladu Věry Klímové. 
Jedná se o jedinou operu Jiřího Bárty, který se k tomuto žánru obrátil až ve zralém věku. Jako námět si zvolil Thákurovo lyrické drama, protože si „nechtěl vybrat dílo podobné soudobým autorům a v Čitře se mu zalíbila poetičnost příběhu, symbolika a indická filozofie“ (D. Plšková). Podle Ivety Šedové v něm skladatel usiloval o to, aby „obrátil pozornost posluchačů od všudypřítomného násilí k pozitivnějším hodnotám pravdy a dobra“.
Opera Čitra měla premiéru 11. března 1995 v Komorní opeře Janáčkovy akademie múzických umění v Brně. Byla kombinována s pásmem z tzv. hanáckých oper 18. století pod názvem Píseň o císaři Josefovi II.

## Osoby a první obsazení
| osoba                       | hlasový obor | premiéra (11. března 1995)   |
| --------------------------- | ------------ | ---------------------------- |
| Čitra, princezna manipurská | soprán       | Beata (Blašková) Zádrapová   |
| Ardžuna, princ z domu Kurů  | tenor        | Tomáš Badura                 |
| Madana, bůh Lásky           | tenor        | Zoltán Korda                 |
| Vasanta, bůh Mládí          | mezzosoprán  | Marika Žáková                |
| Ruce Bohů                   | němé role    | Michal Sabadáš, Zdeněk Plech |
| Zrcadelníci                 |              |                              |
| Dirigent: Rastislav Štúr    |              |                              |
| Režie: Monika Bártová       |              |                              |
| Scéna: Karel Zmrzlý         |              |                              |

## Děj

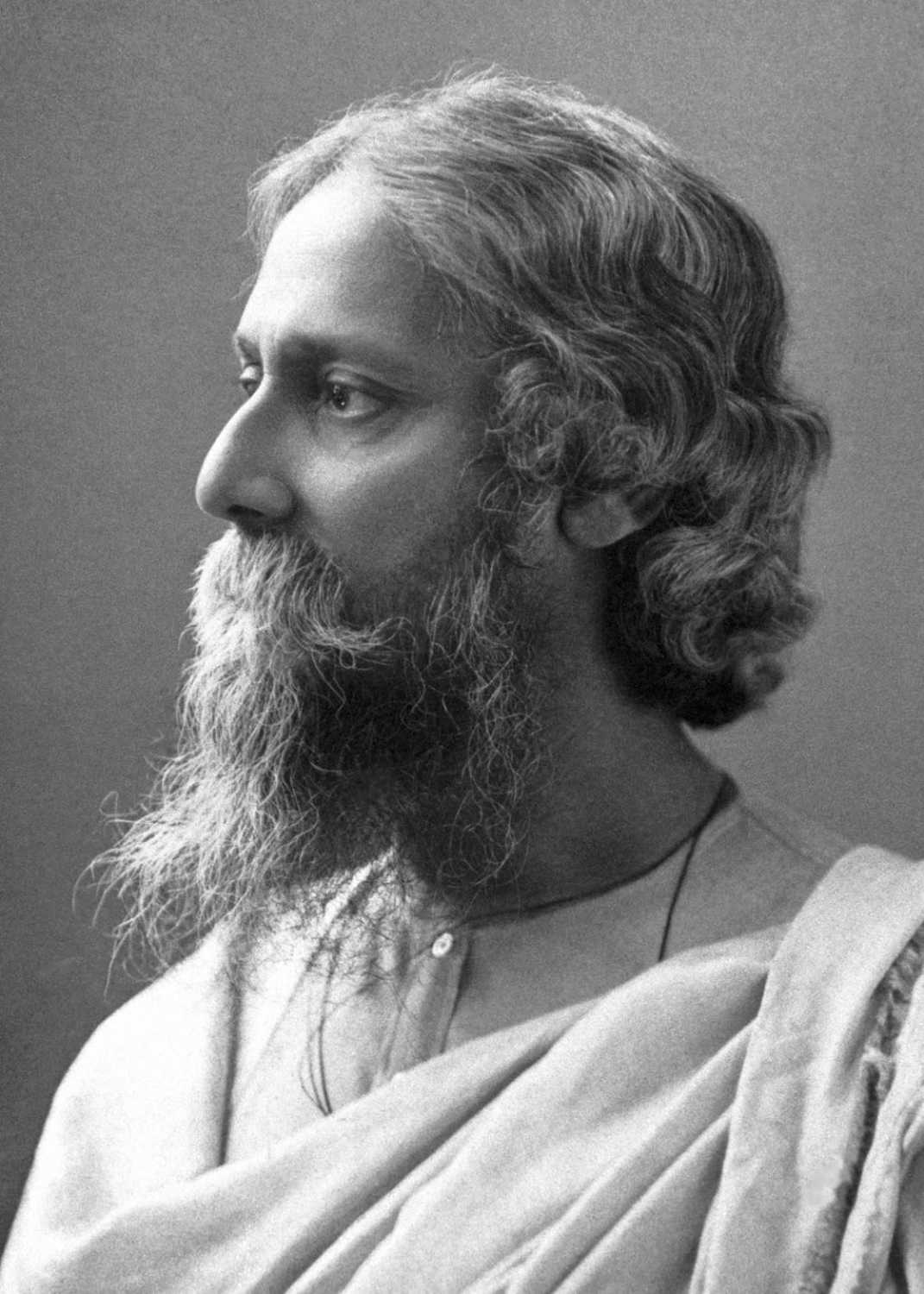
Rabíndranáth Thákur v roce 1909

Hra zpracovává příběh Čitrángadá a Ardžuny z eposu Mahábhárata. Začíná rozhovorem Čitry s Madanou, bohem lásky, a Vasantou, bohem jara a věčného mládí. Ti se ptají Čitry, kdo je a čím se trápí, na což ona odpovídá, že je dcerou krále Manípuru a byla vychována jako chlapec, protože její otec neměl žádného mužského dědice. Stala se velkou válečnicí a hrdinkou, přestože se narodila jako žena, ale neměla nikdy příležitost žít skutečně jako žena ani naučit se, jak používat ženské svody. Čitra vysvětluje, že se na lovu v lese setkala s hrdinným válečníkem Ardžujou. I když o něm Čitra ví, že složil několik přísah, včetně přísahy dvanáctiletého celibátu, okamžitě se do něj zamilovala. Nazítří se ho pokusila vyhledat a sdělit mu své city, ale Ardžuna ji odmítl s poukazem na svou přísahu. Čitra prosí oba bohy, aby jí dali jeden den dokonalé krásy, aby mohla Ardžunu získat a prožít s ním byť i jen jednu noc lásky. Dojati jejími prosbami jí Madana a Vasanta darují ne jen jeden den, ale celý rok, aby ho mohla strávit s Ardžunou.
V následující scéně Ardžuna přemítá o dokonalé kráse, kterou spatřil. Čitra, ona kráska, o které sní, vstupuje a Ardžuna se s ní ihned dává do hovoru. Chce vědět, co hledá, a Čitra na to stydlivě odpovídá, že hledá muže svých tužeb. Po delším hovoru nakonec Čitra přiznává, že hledá jeho, cáž přiměje Ardžunu vzdát se své přísahy cudnosti. Čitra zjišťuje, že namísto štěstí ji Ardžunova slova činí velmi nešťastnou, protože Ardžuna nepodléhá její pravé bytosti, a varuje ho, aby nenabízel své srdce iluzi.
Později téhož dne Čitra přizná Madanovi a Vasantovi, že Ardžunu odmítla, protože se zamiloval do něčeho, co považovala za svůj falešný obraz. Oba bohové ji kárají, protože jí jen dali to, oč je prosila. Čitra odpovídá, že přes jejich dar považuje dokonalou krásu za něco odlišného od sebe sama, a že i kdyby se s Adržunou milovali, nebyla by to skutečně ona, koho by miloval, ale jen její krása. Vasanta radí Čitře, aby šla za Ardžunou a strávila s ním rok. Na jeho konci bude Ardžuna schopen obejmout skutečnou Čitru, až kouzlo dokonalé krásy pomine. Čitra tak učiní, ale po celý rok strávený s Ardžunou je přesvědčena, že jeho láska s uplynutím tohoto roku pomine. Uplyne mnoho času a Ardžuna začíná být neklidný a chce znovu vyjíždět na lov. Začíná se také Čitry vyptávat na její minulost a na to, zda ji doma čeká někdo, komu chybí. Čitra mu tvrdí, že nemá řádnou minulost a že je pomíjivá jako kapka rosy, což Ardžunu rozruší. Když se rok blíží ke konci, žádá Čitra oba bohy, aby učinili její poslední noc nejkrásnější, a oni jí to přislíbí.
Avšak zhruba v tutéž dobu slyší Ardžuna vyprávění o bojovné princezně Čitře a začíná přemítat o to, jaká musí být. Čitra, jež Ardžunovi nikdy neřekla své jméno, ho ujišťuje, že by si Čitry nikdy nevšiml, kdyby prošel kolem ní, a snaží se ho nasměrovat na lůžko. Ardžuna však odmítá a říká, že podle zpráv od vesničanů je Marípur obléhán. Čitra ho ujišťuje, že město je dobře chráněno, ale nic tím nezmůže. Ardžuna myslí jen na neznámou princeznu, načež se ho Čitra hořce ptá, zda by ji miloval více, kdyby byla jako ta princezna Čitra, kterou tak obdivuje. Ardžuna odpoví, že ona stále své skutečné já uchovávala tajemstvím, a proto ji nikdy nedokázal milovat tak, jak by mohl, a že jeho láska k ní je „neúplná“; chtěl by poznat její „podstatu, nezahalenou prostou pravdu duše“. Čitru to rozruší a Ardžuna se snaží ji utěšit.
Hra končí tím, že Čitra konečně přizná Ardžunovi, že ona je ta princezna, o níž hovořil, a že si na bozích vyprosila krásu, aby jej získala. Přiznává, že není dokonalou kráskou, ale pokud by ji vzal, jaká je, zůstala by s ním navždy. Požádá proto bohy, aby její krásu sejmuli. Čitra Ardžunovi také sdělí, že očekává jeho syna. Ardžuna se z novinky raduje a oba teprve teď cítí úplné štěstí.